# Scottish FA Cup 2007/08
Der Scottish FA Cup wurde 2007/08 zum 123. Mal ausgespielt. Der wichtigste schottische Pokalwettbewerb begann am 29. September 2007 und endete mit dem Finale am 24. Mai 2008. Wurde ein Duell nach 90 Minuten nicht Entschieden, kam es zum Wiederholungsspiel. Wurde dieses nach 90 Minuten plus Verlängerung nicht Entschieden, kam es zum Elfmeterschießen. Den Titel sicherten sich zum insgesamt 32. Mal die Glasgow Rangers im Finale gegen den Zweitligisten Queen of the South.

## 1. Runde
Ausgetragen wurden die Begegnungen am 29. September 2007. Die Wiederholungsspiele fanden am 6. Oktober 2007 statt.
|                            | Ergebnis |                              |
| -------------------------- | -------- | ---------------------------- |
| Brora Rangers              | 0:5      | Cove Rangers                 |
| FC Civil Service Strollers | 1:2      | FC Selkirk                   |
| Clachnacuddin F.C.         | 2:2      | Edinburgh City               |
| FC Coldstream              | 0:4      | Dalbeattie Star              |
| FC Culter                  | 7:0      | FC Hawick Royal Albert       |
| FC Fort William            | 0:6      | FC Spartans                  |
| FC Fraserburgh             | 1:1      | FC Huntly                    |
| FC Girvan                  | 2:0      | Forres Mechanics             |
| University of Glasgow      | 1:2      | Buckie Thistle               |
| FC Golspie Sutherland      | 3:1      | Preston Athletic             |
| FC Lossiemouth             | 1:3      | FC Whitehill Welfare         |
| FC Newton Stewart          | 0:6      | FC Linlithgow Rose           |
| FC Rothes                  | 1:4      | Nairn County                 |
| St. Cuthbert Wanderers     | 2:6      | FC Pollok                    |
| FC Vale of Leithen         | 3:1      | Gala Fairydean Rovers        |
| Wick Academy               | 0:5      | FC Deveronvale               |
| FC Wigtown & Bladnoch      | 3:5      | Burntisland Shipyard Amateur |

### Wiederholungsspiele
|                | Ergebnis |                    |
| -------------- | -------- | ------------------ |
| Edinburgh City | 1:0      | Clachnacuddin F.C. |
| FC Huntly      | 2:0      | FC Fraserburgh     |

## 2. Runde
Ausgetragen wurden die Begegnungen am 27. Oktober 2007. Die Wiederholungsspiele fanden am 3. und 6. November 2007 statt.
|                         | Ergebnis |                              |
| ----------------------- | -------- | ---------------------------- |
| Albion Rovers           | 8:0      | Burntisland Shipyard Amateur |
| Annan Athletic          | 2:5      | FC Huntly                    |
| FC Arbroath             | 5:0      | Elgin City                   |
| Buckie Thistle          | 4:1      | Nairn County                 |
| Cove Rangers            | 3:0      | FC Keith                     |
| FC Culter               | 2:1      | FC Vale of Leithen           |
| Edinburgh City          | 1:2      | FC East Stirlingshire        |
| University of Edinburgh | 3:1      | FC Deveronvale               |
| Forfar Athletic         | 1:1      | FC Dumbarton                 |
| FC Girvan               | 1:2      | FC Stranraer                 |
| FC Inverurie Loco Works | 0:2      | FC East Fife                 |
| FC Linlithgow Rose      | 4:1      | FC Spartans                  |
| FC Montrose             | 2:2      | FC Pollok                    |
| FC Selkirk              | 0:2      | Dalbeattie Star              |
| Threave Rovers          | 1:0      | FC Stenhousemuir             |
| FC Whitehill Welfare    | 6:1      | FC Golspie Sutherland        |

### Wiederholungsspiele
|              | Ergebnis |                 |
| ------------ | -------- | --------------- |
| FC Pollok    | 0:1      | FC Montrose     |
| FC Dumbarton | 3:0      | Forfar Athletic |

## 3. Runde
Ausgetragen wurden die Begegnungen am 24. November 2007. Die Wiederholungsspiele fanden am 4. und 5. Dezember 2007 statt.
|                    | Ergebnis |                       |
| ------------------ | -------- | --------------------- |
| Airdrie United     | 1:1      | FC Queen’s Park       |
| Albion Rovers      | 1:5      | FC East Stirlingshire |
| FC Arbroath        | 0:1      | FC Cowdenbeath        |
| Brechin City       | 1:1      | FC East Fife          |
| FC Clyde           | 2:0      | FC Montrose           |
| Cove Rangers       | 1:0      | Edinburgh University  |
| FC Culter          | 1:3      | FC Huntly             |
| FC Dumbarton       | 2:0      | Berwick Rangers       |
| FC Linlithgow Rose | 1:0      | Dalbeattie Star       |
| FC Livingston      | 4:0      | Alloa Athletic        |
| Greenock Morton    | 3:3      | Buckie Thistle        |
| Partick Thistle    | 2:1      | Ayr United            |
| FC Peterhead       | 0:5      | Queen of the South    |
| Ross County        | 4:0      | FC Whitehill Welfare  |
| FC Stranraer       | 0:6      | Stirling Albion       |
| Threave Rovers     | 0:5      | Raith Rovers          |

### Wiederholungsspiele
|                 | Ergebnis  |                |
| --------------- | --------- | -------------- |
| FC Queen’s Park | 2:4 n. V. | Airdrie United |
| FC East Fife    | 1:2       | Brechin City   |

## 4. Runde
Die 4. Runde wurde am 12./15./16./22./23./28. Januar 2008 Ausgetragen. Die Wiederholungsspiele fanden am 22. und 28. Januar 2008 statt.
|                     | Ergebnis |                              |
| ------------------- | -------- | ---------------------------- |
| Celtic Glasgow      | 3:0      | Stirling Albion              |
| FC Falkirk          | 2:2      | FC Aberdeen                  |
| Hamilton Academical | 0:0      | Brechin City                 |
| Heart of Midlothian | 2:2      | FC Motherwell                |
| Hibernian Edinburgh | 3:0      | Inverness Caledonian Thistle |
| Greenock Morton     | 2:2      | FC Gretna                    |
| Queen of the South  | 4:0      | FC Linlithgow Rose           |
| FC St. Mirren       | 3:0      | FC Dumbarton                 |
| FC Huntly           | 1:3      | FC Dundee                    |
| FC Livingston       | 2:0      | FC Cowdenbeath               |
| FC St. Johnstone    | 3:1      | Raith Rovers                 |
| FC Clyde            | 0:1      | Dundee United                |
| Partick Thistle     | 2:1      | Dunfermline Athletic         |
| Cove Rangers        | 2:4      | Ross County                  |
| Glasgow Rangers     | 6:0      | FC East Stirlingshire        |
| Airdrie United      | 0:2      | FC Kilmarnock                |

### Wiederholungsspiel
|               | Ergebnis      |                     |
| ------------- | ------------- | ------------------- |
| FC Aberdeen   | 3:1           | FC Falkirk          |
| FC Motherwell | 1:0           | Heart of Midlothian |
| Brechin City  | 1 2:1 n. V. 1 | Hamilton Academical |
| FC Gretna     | 0:3           | Greenock Morton     |

## Achtelfinale
Ausgetragen wurden die Begegnungen am 2./3./11./12. Februar 2008. Die Wiederholungsspiele fanden am 12./13. Februar und 9. März 2008 statt.
|                     | Ergebnis |                     |
| ------------------- | -------- | ------------------- |
| FC Aberdeen         | 1:0      | Hamilton Academical |
| FC Kilmarnock       | 1:5      | Celtic Glasgow      |
| FC Livingston       | 0:0      | Partick Thistle     |
| Greenock Morton     | 0:2      | Queen of the South  |
| FC St. Mirren       | 0:0      | Dundee United       |
| Hibernian Edinburgh | 0:0      | Glasgow Rangers     |
| FC Motherwell       | 1:2      | FC Dundee           |
| Ross County         | 0:1      | FC St. Johnstone    |

### Wiederholungsspiele
|                 | Ergebnis              |                     |
| --------------- | --------------------- | ------------------- |
| Partick Thistle | 1:1 n. V. (5:4 i. E.) | FC Livingston       |
| Dundee United   | 0:1                   | FC St. Mirren       |
| Glasgow Rangers | 1:0                   | Hibernian Edinburgh |

## Viertelfinale

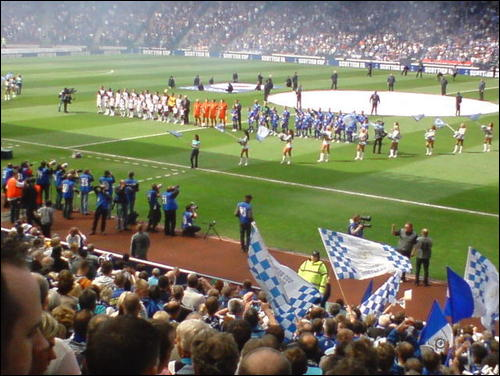
Die beiden späteren Finalmannschaften vor dem Anstoß

Ausgetragen wurden die Begegnungen am 8./9./19. März 2008. Die Wiederholungsspiele fanden am 18. März und 13. April 2008 statt.
|                    | Ergebnis |                 |
| ------------------ | -------- | --------------- |
| Queen of the South | 2:0      | FC Dundee       |
| FC St. Johnstone   | 1:1      | FC St. Mirren   |
| FC Aberdeen        | 1:1      | Celtic Glasgow  |
| Glasgow Rangers    | 1:1      | Partick Thistle |

### Wiederholungsspiele
|                 | Ergebnis |                  |
| --------------- | -------- | ---------------- |
| Celtic Glasgow  | 0:1      | FC Aberdeen      |
| FC St. Mirren   | 1:3      | FC St. Johnstone |
| Partick Thistle | 0:2      | Glasgow Rangers  |

## Halbfinale

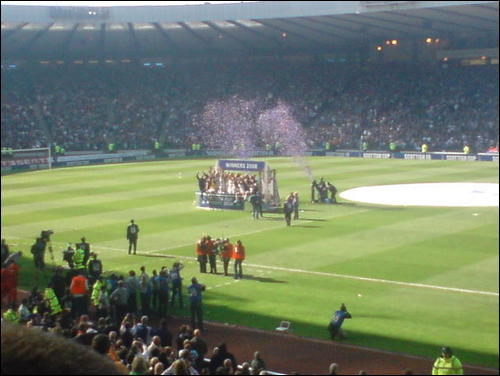
Die Glasgow Rangers bei der Siegesfeier im Stadion mit Pokal

Ausgetragen wurden die Begegnungen am 12. und 20. April 2008.
|                    | Ergebnis        |                 |
| ------------------ | --------------- | --------------- |
| Queen of the South | 4:3             | FC Aberdeen     |
| FC St. Johnstone   | 0:0 (3:4 i. E.) | Glasgow Rangers |

## Finale
| Queen of the South                                             | Queen of the South | Glasgow Rangers | Glasgow Rangers |
| -------------------------------------------------------------- | --- | --- | --------------- |
| Queen of the South                                             | \| 24. Mai 2008 um 15:00 Uhr (Ortszeit) in Glasgow (Hampden Park) \| \| Ergebnis: 2:3 (0:2) \| \| Zuschauer: 48.821 \| \| Schiedsrichter: Stuart Dougal \| \| Spielbericht \|                                                                                | \| 24. Mai 2008 um 15:00 Uhr (Ortszeit) in Glasgow (Hampden Park) \| \| Ergebnis: 2:3 (0:2) \| \| Zuschauer: 48.821 \| \| Schiedsrichter: Stuart Dougal \| \| Spielbericht \|                                                                  | Glasgow Rangers |
| Queen of the South                                             | Jamie MacDonald – Ryan McCann (86. Scott Robertson), Jim Thomson , Andy Aitken, Robert Harris – Paul Burns, Neil MacFarlane, Steve Tosh, Jamie McQuilken (76. John Stewart), – Stephen Dobbie (82. John O’Neill), Sean O’Connor Cheftrainer: Gordon Chisholm | Neil Alexander – Steven Whittaker, Carlos Cuéllar, David Weir, Saša Papac – DaMarcus Beasley (76. Steven Davis), Kevin Thomson, Barry Ferguson , Lee McCulloch – Kris Boyd, Jean-Claude Darcheville (86. John Fleck) Cheftrainer: Walter Smith | Glasgow Rangers |
| Queen of the South                                             | 1:2 Steve Tosh (50.) 2:2 Jim Thomson (53.) | 0:1 Kris Boyd (33.) 0:2 DaMarcus Beasley (43.) 2:3 Kris Boyd (72.) | Glasgow Rangers |
| Queen of the South                                             | Steve Tosh | Lee McCulloch | Glasgow Rangers |
| 24. Mai 2008 um 15:00 Uhr (Ortszeit) in Glasgow (Hampden Park) | | |                 |
| Ergebnis: 2:3 (0:2)                                            | | |                 |
| Zuschauer: 48.821                                              | | |                 |
| Schiedsrichter: Stuart Dougal                                  | | |                 |
| Spielbericht                                                   | | |                 |